# Арнолд Денкер
Арнолд Шелдън Денкер (на английски: Arnold Sheldon Denker) е американски шахматист и автор на шахматна литература.

## Биография
Арнолд Денкер е роден в Ню Йорк, САЩ. В ранните си години е обещаващ боксьор. За първи път шахматът привлича вниманието на американеца, когато Денкер спечелва индивидуалното междуучилищно първенство на Ню Йорк през 1929 г., на 15-годишна възраст.
През следващото десетилетие се доказва като основен конкурент на Самуел Решевски и Рубен Файн за определението „най-силния американски шахматист“. През 1940 г. Денкер спечелва първата от своите шест победи в шампионатите на шахматен клуб „Манхатън“. Става шампион на САЩ през 1944 г., след като спечелва четиринайдесет партии (включително една срещу Файн), завършва в три с реми и една губи. Този резултат от 91 процента успеваемост е най-добрият процент победи в историята на първенството по шахмат на САЩ, до рекордът на Боби Фишер от 11-0 през 1963-1964 г. Денкер успешно защитава своята титла през 1946 г. в мач срещу Херман Щайнер, завършил с резултат 6:4 т. в Лос Анджелис. По време на Втората световна война Денкер играе на различни прояви в армейски бази или на борда на самолетоносачи. През 1945 г. играе на първа дъска в радио-мач между САЩ и СССР, губейки двете си партии срещу Михаил Ботвиник, а през 1946 г. пътува до Москва, за да загуби пак двете си партии срещу Василий Смислов в мача-реванш. Също през 1946 г. участва на силния турнир в Гронинген, където постига 9,5 т. в 19 партии и ремита срещу Ботвиник и Смислов. Дейвид Винсент Хупър и Кен Уилд отбелязват, че на Денкер може би е липсвал късмет, защото най-добрите му състезателни години са по времето на Втората световна война, когато има твърде малко състезателни мероприятия в шахмата.
Денкер става международен майстор през 1950 г. и почетен гросмайстор през 1981 г. В по-късни години, той е важен организатор на шахматни мероприятия, служи в Борда на Американската шахматна фондация, Американската шахматна федерация
и на Американското шахматно доверие, движеща сила е на престижния Турнир Денкер на шампионите на висшите училища (провеждан покрай Откритото първенство на САЩ) и служебно лице на ФИДЕ. Той е официално въведен в Американската зала на славата по шахмат през 1992 г. Денкер продължава да играе шахмат, въпреки че се представя на по-ниско ниво от по-ранната му сила. Последният му ЕЛО прейтинг е 2293.
Денкер е автор на множество статии за шахмата и две книги: „Ако трябва да играеш шахмат“ и „Боби Фишер, когото познавах и други истории“ в съавторство с Лари Пар.
Денкер умира след кратко боледуване на 2 януари 2005 г. във Форт Лодърдейл, щата Флорида.